# Ґорень-Дужи
Ґорень-Дужи (пол. Goreń Duży) — село в Польщі, у гміні Барухово Влоцлавського повіту Куявсько-Поморського воєводства.
Населення — 281 особа (2011).
У 1975-1998 роках село належало до Влоцлавського воєводства.

## Демографія
Демографічна структура станом на 31 березня 2011 року:
|          | Загалом | Допрацездатний вік | Працездатний вік | Постпрацездатний вік |
| -------- | ------- | ------------------ | ---------------- | -------------------- |
| Чоловіки | 150     | 31                 | 111              | 8                    |
| Жінки    | 131     | 38                 | 70               | 23                   |
| Разом    | 281     | 69                 | 181              | 31                   |